# 800 meter för herrar i friidrott vid olympiska sommarspelen 1988
800 meter för herrar vid olympiska sommarspelen 1988 i Seoul avgjordes den 26 september. 

## Medaljörer
| Gren      | Guld               | Guld    | Silver                   | Silver  | Brons                 | Brons   |
| 800 meter | Paul Ereng · Kenya | 1.43,45 | Joaquim Cruz · Brasilien | 1.43,90 | Saïd Aouita · Marocko | 1.44,06 |

## Resultat
- Q innebär avancemang utifrån placering i heatet.
- q innebär avancemang utifrån total placering.
- DNS innebär att personen inte startade.
- DNF innebär att personen inte fullföljde.
- DQ innebär diskvalificering.
- NR innebär nationellt rekord.
- OR innebär olympiskt rekord.
- WR innebär världsrekord.
- WJR innebär världsrekord för juniorer
- AR innebär världsdelsrekord (area record)
- PB innebär personligt rekord.
- SB innebär säsongsbästa.

### Final
| Placering | Final                   | Tid     |
| --------- | ----------------------- | ------- |
|           | Paul Ereng (KEN)        | 1.43,55 |
|           | Joaquim Cruz (BRA)      | 1.43,90 |
|           | Saïd Aouita (MAR)       | 1.44,06 |
| 4.        | Peter Elliott (GBR)     | 1.44,12 |
| 5.        | Johnny Gray (USA)       | 1.44,80 |
| 6.        | José Luiz Barbosa (BRA) | 1.46,39 |
| 7.        | Donato Sabia (ITA)      | 1.48,03 |
| 8.        | Nixon Kiprotich (KEN)   | 1.49,55 |

### Semifinaler
- Hölls söndagen 1988-09-25

| Placering | Heat 1                 | Tid     |
| --------- | ---------------------- | ------- |
| 1.        | Paul Ereng (KEN)       | 1.44,55 |
| 2.        | Joaquim Cruz (BRA)     | 1.44,75 |
| 3.        | Donato Sabia (ITA)     | 1.44,90 |
| 4.        | Peter Elliott (GBR)    | 1:44.94 |
| 5.        | Babacar Niang (SEN)    | 1:45.09 |
| 6.        | Slobodan Popović (YUG) | 1:45.11 |
| 7.        | Simon Hoogewerf (CAN)  | 1:47.30 |
| 8.        | Peter Braun (FRG)      | 1:47.43 |

| Placering | Heat 2                   | Tid     |
| --------- | ------------------------ | ------- |
| 1.        | Nixon Kiprotich (KEN)    | 1.44,71 |
| 2.        | Saïd Aouita (MAR)        | 1.44,79 |
| 3.        | José Luiz Barbosa (BRA)  | 1.44,99 |
| 4.        | Johnny Gray (USA)        | 1:45.04 |
| 5.        | Alvaro Silva (POR)       | 1:45.12 |
| 6.        | Cheikh Boyé (SEN)        | 1:45.93 |
| 7.        | Réda Abdenouz (ALG)      | 1:45.95 |
| 8.        | Ibrahim Okash Omar (SOM) | 1:46.62 |

### Kvartsfinaler
- Hölls lördagen den 1988-09-24

| Placering | Heat 1                 | Tid     |
| --------- | ---------------------- | ------- |
| 1.        | Joaquim Cruz (BRA)     | 1.46,10 |
| 2.        | Paul Ereng (KEN)       | 1.46,38 |
| 3.        | Cheikh Boyé (SEN)      | 1.46,62 |
| 4.        | Réda Abdenouz (ALG)    | 1:46.97 |
| 5.        | Vladimir Graudyn (URS) | 1:47.07 |
| 6.        | Paul Osland (CAN)      | 1:48.02 |
| 7.        | Tonino Viali (ITA)     | 1:50.85 |
| —         | Ari Suhonen (FIN)      | DNF     |

| Placering | Heat 2                   | Tid     |
| --------- | ------------------------ | ------- |
| 1.        | Johnny Gray (USA)        | 1.45,96 |
| 2.        | Simon Hoogewerf (CAN)    | 1.45,99 |
| 3.        | José Luiz Barbosa (BRA)  | 1.46,20 |
| 4.        | Tom McKean (GBR)         | 1:46.40 |
| 5.        | Ibrahim Okash Omar (SOM) | 1:46.55 |
| 6.        | Rob Druppers (NED)       | 1:46.91 |
| 7.        | Juma Ndiwa (KEN)         | 1:47.27 |
| 8.        | Faouzi Lahbi (MAR)       | 1:47.32 |

| Placering | Heat 3                 | Tid     |
| --------- | ---------------------- | ------- |
| 1.        | Saïd Aouita (MAR)      | 1.45,24 |
| 2.        | Slobodan Popović (YUG) | 1.45,30 |
| 3.        | Babacar Niang (SEN)    | 1.45,38 |
| 4.        | Nixon Kiprotich (KEN)  | 1:45.68 |
| 5.        | Pablo Squella (CHI)    | 1:46.45 |
| 6.        | Steve Cram (GBR)       | 1:46.47 |
| 7.        | Robin van Helden (NED) | 1:46.61 |
| 8.        | Tomas de Teresa (ESP)  | 1:48.01 |

| Placering | Heat 4                  | Tid     |
| --------- | ----------------------- | ------- |
| 1.        | Donato Sabia (ITA)      | 1.46,58 |
| 2.        | Peter Elliott (GBR)     | 1.46,61 |
| 3.        | Alvaro Silva (POR)      | 1.46,65 |
| 4.        | Peter Braun (FRG)       | 1:46.86 |
| 5.        | Ahmed Belkessam (ALG)   | 1:46.93 |
| 6.        | Ryszard Ostrowski (POL) | 1:47.72 |
| 7.        | Colomán Trabado (ESP)   | 1:48.12 |
| 8.        | Melford Homela (ZIM)    | 1:49.62 |

### Försöksheat
- Hölls fredagen den 1988-09-23

| Placering | Heat 1                    | Tid     |
| --------- | ------------------------- | ------- |
| 1.        | Faouzi Lahbi (MAR)        | 1.47,82 |
| 2.        | Nixon Kiprotich (KEN)     | 1.48,68 |
| 3.        | Ryszard Ostrowski (POL)   | 1.49,04 |
| 4.        | Moussa Fall (SEN)         | 1:49.14 |
| 5.        | Spyros Spyrou (CYP)       | 1:49.84 |
| 6.        | Porfirio Méndez (PAR)     | 1:50.72 |
| 7.        | Mansour Al-Baloushi (OMA) | 1:51.03 |
| 8.        | Yussuf Moli Yesky (CHA)   | 1:57.97 |

| Placering | Heat 2                       | Tid     |
| --------- | ---------------------------- | ------- |
| 1.        | Babacar Niang (SEN)          | 1.47,65 |
| 2.        | Steve Cram (GBR)             | 1.47,77 |
| 3.        | Donato Sabia (ITA)           | 1.47,84 |
| 4.        | Mohamed Ismail Youssef (QAT) | 1:48.20 |
| 5.        | Yu Tae-Gyeong (KOR)          | 1:48.61 |
| 6.        | Eversley Linley (VIN)        | 1:51.71 |
| 7.        | Lui Muavesi (FIJ)            | 1:54.48 |
| —         | Haji Bakr Al-Qahtani (KSA)   | DSQ     |

| Placering | Heat 3                   | Tid     |
| --------- | ------------------------ | ------- |
| 1.        | Johnny Gray (USA)        | 1.48,83 |
| 2.        | Ari Suhonen (FIN)        | 1.48,90 |
| 3.        | Ibrahim Okash (SOM)      | 1.48,97 |
| 4.        | António Abrantes (POR)   | 1:49.01 |
| 5.        | Mauricio Hernández (MEX) | 1:49.03 |
| 6.        | Kenneth Dzekedzeke (MAW) | 1:50.60 |
| 7.        | Lin Kuang-Liang (TPE)    | 1:52.95 |

| Placering | Heat 4                  | Tid     |
| --------- | ----------------------- | ------- |
| 1.        | Vladimir Graudyn (URS)  | 1.48,90 |
| 2.        | Pablo Squella (CHI)     | 1.48,99 |
| 3.        | Alvaro Silva (POR)      | 1.49,09 |
| 4.        | Mark Everett (USA)      | 1:49.86 |
| 5.        | Mike Watson (BER)       | 1:50.16 |
| 6.        | Syed Meshaq Rizvi (PAK) | 1:51.58 |
| 7.        | Manlio Molinari (SMR)   | 1:52.35 |
| 8.        | John Siguria (PNG)      | 1:56.12 |

| Placering | Heat 5                     | Tid     |
| --------- | -------------------------- | ------- |
| 1.        | Saïd Aouita (MAR)          | 1.49,67 |
| 2.        | Simon Hoogewerf (CAN)      | 1.49,76 |
| 3.        | Cheikh Tidiane Boye (SEN)  | 1.49,89 |
| 4.        | Tracy Baskin (USA)         | 1:50.38 |
| 5.        | Ado Maude (NGR)            | 1:50.48 |
| 6.        | Eulucane Ndagijimana (RWA) | 1:52.08 |
| 7.        | Maher Abbas (LIB)          | 1:53.76 |
| 8.        | David Sawyerr (SLE)        | 1:57.88 |

| Placering | Heat 6                    | Tid     |
| --------- | ------------------------- | ------- |
| 1.        | Peter Braun (FRG)         | 1.47,32 |
| 2.        | Rob Druppers (NED)        | 1.47,48 |
| 3.        | Tonino Viali (ITA)        | 1.47,74 |
| 4.        | Bobby Gaseitsiwe (BOT)    | 1:48.08 |
| 5.        | Agberto Guimarães (BRA)   | 1:48.49 |
| 6.        | Fahmi Abdul Wahab (YAR)   | 1:55.24 |
| 7.        | Momodou Bello N'Jie (GAM) | 1:55.57 |
| 8.        | Nimley Twegbe (LBR)       | 1:58.43 |

| Placering | Heat 7                 | Tid     |
| --------- | ---------------------- | ------- |
| 1.        | Peter Elliott (GBR)    | 1.46,83 |
| 2.        | Robin van Helden (NED) | 1.46,99 |
| 3.        | Juma Ndiwa (KEN)       | 1.47,11 |
| 4.        | Tomás de Teresa (ESP)  | 1:47.32 |
| 5.        | Ahmed Bel Kessam (ALG) | 1:47.96 |
| 6.        | Duan Xiuquan (CHN)     | 1:52.17 |
| —         | Kazanga Makok (ZAI)    | DQ      |
| —         | Tommy Asinga (SUR)     | DQ      |

| Placering | Heat 8                       | Tid     |
| --------- | ---------------------------- | ------- |
| 1.        | Paul Ereng (KEN)             | 1.46,14 |
| 2.        | José Luíz Barbosa (BRA)      | 1.46,32 |
| 3.        | Slobodan Popović (YUG)       | 1.46,49 |
| 4.        | Colomán Trabado (ESP)        | 1:46.76 |
| 5.        | Paul Osland (CAN)            | 1:47.16 |
| 6.        | Mohamed Hossain Milzer (BAN) | 1:51.16 |
| 7.        | Josep Graells (AND)          | 1:53.34 |

| Placering | Heat 9                | Tid     |
| --------- | --------------------- | ------- |
| 1.        | Joaquim Cruz (BRA)    | 1.47,16 |
| 2.        | Tom McKean (GBR)      | 1.47,24 |
| 3.        | Melford Homela (ZIM)  | 1.47,36 |
| 4.        | Réda Abdenouz (ALG)   | 1:47.67 |
| 5.        | Dale Jones (ANT)      | 1:49.31 |
| 6.        | João N'Tyamba (ANG)   | 1:53.23 |
| 7.        | Oslen Barr (GUY)      | 1:55.95 |
| 8.        | William Taramai (COK) | 1:58.80 |